# Джарир, Хуман
Моха́ммед Ху́ман Джари́р (араб. محمد هومان جرير‎; 30 ноября 1944, Касабланка, Касабланка — 19 мая 2018, Бостон) — марокканский футболист, играл на позиции нападающего, участник чемпионата мира 1970 года.

## Биография

### Клубная карьера
Джарир всю футбольную карьеру на протяжении 15 сезонов играл за «Раджу», в составе которой дебютировал в 1962 году. Он был основным нападающим команды в течение многих сезонов, а в 1967 году с 18 голами стал лучшим бомбардиром «Раджи» по итогам сезона. Он продолжал оставаться одним из ключевых игроков команды до 1975 года, когда завершил карьеру из-за тяжёлой травмы колена.

### Карьера в сборной
В составе сборной Марокко принимал участие на чемпионате мира 1970 года, где сыграл в двух матчах группового этапа — со сборными ФРГ (1:2) и Перу (0:3). В матче со сборной Германии Джарир забил первый гол в истории сборной Марокко на чемпионатах мира.

### Тренерская карьера
В качестве главного тренера работал с «Раджой» (1978—1979, 1982—1983), в которой также был ассистентом главного тренера.

### Смерть
Скончался 19 мая 2018 года в Бостоне в возрасте 73 лет.